# Frigoscandia
Frigoscandia är ett logistikföretag som arbetar med tempererade transporter med infrysning, frystransporter och fryslagring. Bolaget har sitt huvudkontor i Helsingborg. Det ägdes sedan december 2021 av det tyska investmentbolaget Mutares och från 21 december 2023 av Dachser. 
Idag levererar Frigoscandia över en miljon sändningar, till över 50 000 adresser varje år via tjänster som riktar sig till hela försörjningskedjan från producent till konsument.

## Historia
Bolagets grundare Tore Lauritzsons intresse för djupfrysning väcktes i slutet av 1940-talet bland annat under resor och arbete i USA. Han tog detta vidare som produktionschef på Findus. Han etablerade Helsingborgs Fryshus tillsammans med Trelleborgs Ångfartygs AB (från 1968 Malmros Rederi AB) 1950 som 1968 fick namnet Frigoscandia. Det utvecklades till ett företag för infrysning, frystransporter och fryslagring. Framgångarna baserades på satsningar och framstående teknologisk utveckling särskilt av infrysningsmetoder, som till stora delar leddes av Lauritzson. För att utöka marknaden för sitt fryshus etablerade Lauritzson tillsammans med disponent Nils Nellrup snabbmatsrestaurangen Burger-Grill invid det gamla utställningsområdet vid dåvarande Gröningen där Helsingborgs stadsteater nu står.
Civilingenjören Per-Oskar Persson anställdes 1958 som teknisk direktör på. Under Per-Oskar Perssons ledning utvecklades en fluidiserande bäddfrysare ("Flofreeze-metoden") för lösfrysning av frukt och grönsaker, vilken lanserades 1962. Denna teknik baseras på att det som ska frysas in studsar fram på luftkuddar. Metoden togs tidigt till användning av Findus i Bjuv för framför allt ärtor, och kom därefter att användas i stor omfattning över hela världen. På 1980-talet bedömdes minst hälften av alla industriellt infrysta livsmedel ha processats i en av Frigoscandia Equipment tillverkad frysare enligt Per-Oskar Perssons metod. Verksamheten som utvecklade kylsystem samlades i bolaget Frigoscandia Equipment.
Ett internationellt nät byggdes upp som under en period omfattade 87 anläggningar runt om i Europa. Den första utländska etableringen följde 1958 i Storbritannien med en anläggning i Grimsby. 1964 etablerades ett dotterbolag i Duisburg i Västtyskland. Flera anläggningar följde i Sverige, Danmark, Frankrike, Italien, Schweiz och Australien. Flera bolag har köpts upp, bland annat Cold Stores i Danmark och Østlandske Fryserier i Norge, CEGF i Frankrike och Bremerhavener Kühlhäuser (Bremerhavener Kühlhäuser Frigoscandia GmbH) i Tyskland.
Bolaget ägdes från starten av Malmros Rederi AB som kommit in på kylområdet genom sina kylfartyg i rederiet Atlanttrafik. Aga var sedan ägare 1978–1994. På 1990-talet splittrades koncernen. Frigoscandia Equipment togs över av JBT FoodTech. 1995 köptes Frigoscandia av ASG. Under ASG:s ägarskap tillsattes en ny ledning och antalet anställda på huvudkontoret minskades samtidigt som huvudkontoret avyttrades. Huvudkontoret på Rusthållsgatan hade invigts 1970 och ritats av Sten Samuelson. ASG valde 1997 att sälja Frigoscandia då målsättningarna om att få till synergieffekter med ASG:s egna verksamheter visade sig svåra att genomföra och ASG vid tiden gick dåligt. 1997 tog amerikanska ProLogis över som ägare för logistikdelen. Logistikdelen som fortsatt hette Frigoscandia blev 2006 en del av Bring och fick då namnet Bring Frigo. I augusti 2021 bytte företaget namn tillbaka till Frigoscandia.
I november 2021 såldes företaget till det tyska investmentbolaget Mutares  och övertagandet skedde den 27 december 2021.